# Петуния
Пету́ния, или Петунья (лат. Petunia от фр. petun — табак) — род травянистых или полукустарниковых многолетних растений семейства Паслёновые (Solanaceae), высотой от 10 см до 1 метра. Происходит из тропических регионов Южной Америки, главным образом Бразилии, в естественных условиях растёт в Парагвае, Боливии, Аргентине и Уругвае. Один вид, Petunia parviflora Juss. встречается в Северной Америке.
По разным данным насчитывается от 15 до 40 видов.
Ряд видов, относимых ранее к роду Петуния, в настоящее время относят к другим родам, прежде всего к роду Calibrachoa Cerv.
В культуре с XVIII века. Гибриды, появившиеся более ста лет назад, разводятся как однолетние садовые или балконные декоративные растения, применяются обычно для горшечной культуры. Красивые крупные и яркие цветки с разнообразной окраской сделали Петунию популярной среди цветоводов.
В 2023 году USDA одобрило для продаж генетически модифицированную биолюминесцирующую Petunia hybrida.

## Ботаническое описание

Диаграмма цветка

Многолетние и однолетние травы и кустарники.
Стебли прямостоячие или стелющиеся густоветвистые, образующие побеги второго и третьего порядков. Встречаются как низкие (20—30 см), так и высокие (60—70 см) виды. Побеги округлые, зелёные, опушённые простыми и железистыми волосками.
Листья сидячие, очередные, разной величины, разнохарактерные по форме и размеру, цельнокрайные, опушённые.
Цветки обычно крупные, часто одиночные, могут обладать неприятным запахом, простые или махровые, на коротких цветоножках, отходящих от пазух листьев. Цветок актиноморфный, с двойным околоцветником, состоящим из чашечки и венчика. Чашечка пятираздельная из пяти чашелистиков, сросшихся у основания на 1⁄5 или 1⁄6 длины. Чашелистики узкие или широкие, зелёные, густоопушённые. Венчик спайнолепестный, воронкообразный, из пяти лепестков, звездчатой или правильной формы. Цвет венчика может быть белым, красным или синим (или цвет образован сочетанием красных и синих пигментов различной интенсивности; при этом наличие жёлтого или оранжевого цвета в лепестках свидетельствует, что культивар относится к другому роду калибрахоа). Трубка длинная или короткая, узкая или широкая, сидит свободно на чашечке. Тычинок четыре—пять, которые до половины срослись с трубкой. Пыльники парные, удлинённые, тычиночные нити длинные.
Завязь верхняя, одногнёздная, семяпочек много. Столбик длинный, тонкий, прямой. Рыльце воронкообразное, бугристое, края ровные.
Плод петунии — двустворчатая коробочка, растрескивающаяся при созревании семян.
Семена петунии очень мелкие.

## История

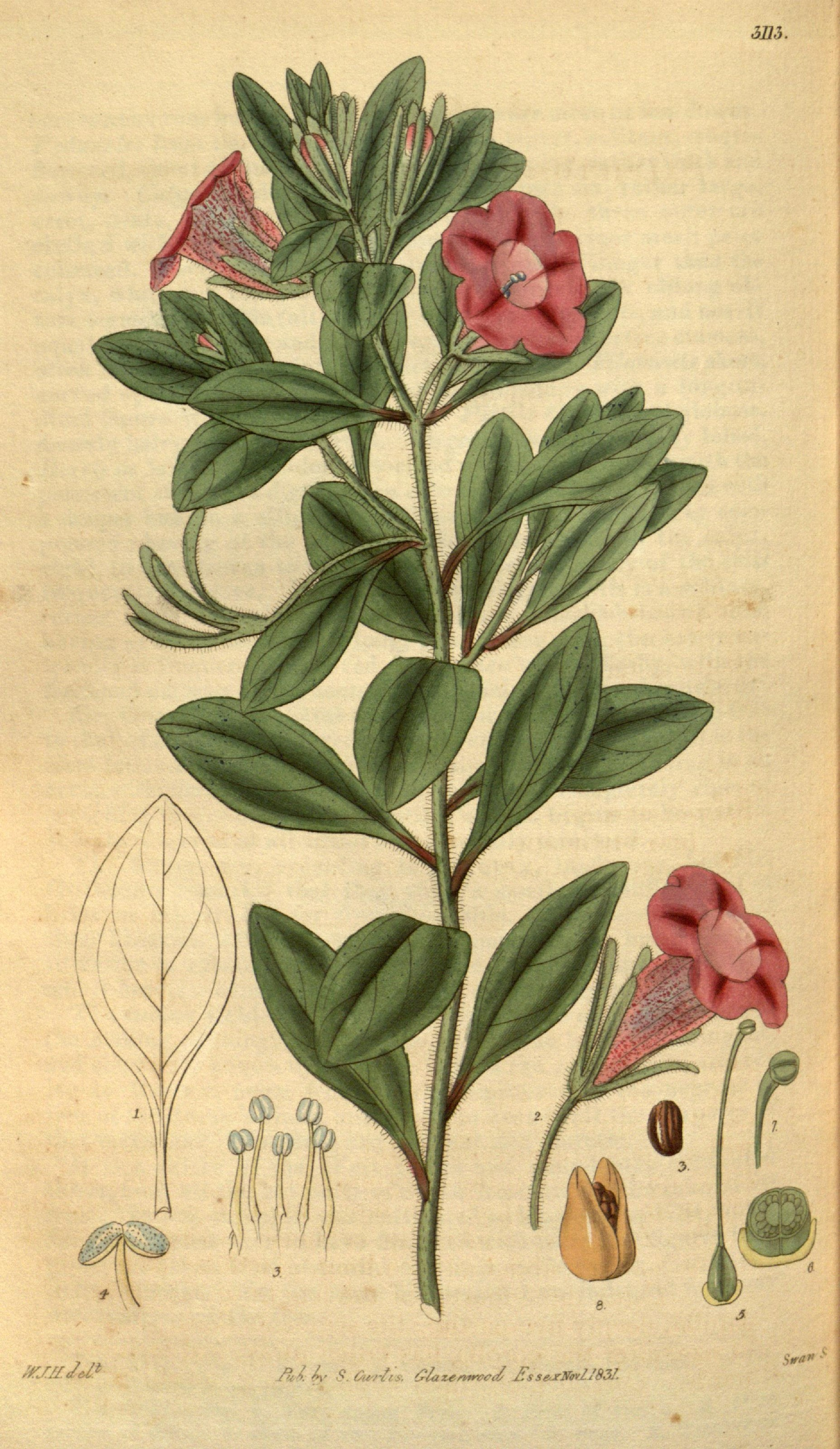
Петуния цельнолистная. Ботаническая иллюстрация из журнала «Curtis’s botanical magazine» Уильяма Кёртиса

В 1793 году из окрестностей Уругвая во Францию был привезён первый экземпляр петунии, которую по современной классификации называют петуния пазушноцветная (Petunia axillaris). Жан Батист Ламарк отнёс образец к роду Табак (Nicotiana L.) и назвал вид Nicotiana axillaris Lam. (Табак пазушный), так как отличительной особенностью растения было пазушное размещение цветков, так как у других представителей рода цветки расположены на верхушке стебля. 
В 1803 году Антуан Лоран де Жюссье решает перенести растение в отдельный род. Помимо пазушного расположения цветков он выделяет другие отличительные признаки нового рода: лепестки срастаются в лимб (чего не бывает у табаков), тычинки имеют разную длину (тогда как у всех табаков они более-менее одинаковой длины). Для нового рода он выбирает имя Petunia Juss. потому что в Бразилии табак называют petun.

В 1980-х годах было изучено число хромосом у разных видов петуний. Оказалось, что у одной части видов 14 хромосом, а у второй – 18 хромосом. На основании этого признака было предложено разделить род Петуния на два. По правилам ботанической номенклатуры, прежнее название рода должно было остаться как у первого обнародованного названия вида, но первым обнародованным названием у Жюстье была петуния мелкоцветная, которая была почти неизвестна в культуре, так как петуния пазушноцветная была 150 лет широко известна под своим названием у цветоводам. Поэтому для избежания путаницы правило было нарушено, название «Петуния» осталось за вторым описанным растением (с 14 хромосомами), а первое описанное (с 18 хромосомами) было выделено в род Калибрахоа (Calibrachoa Cerv.). А название рода Petunia получило приписку nom. cons. — консервируемое название таксона.

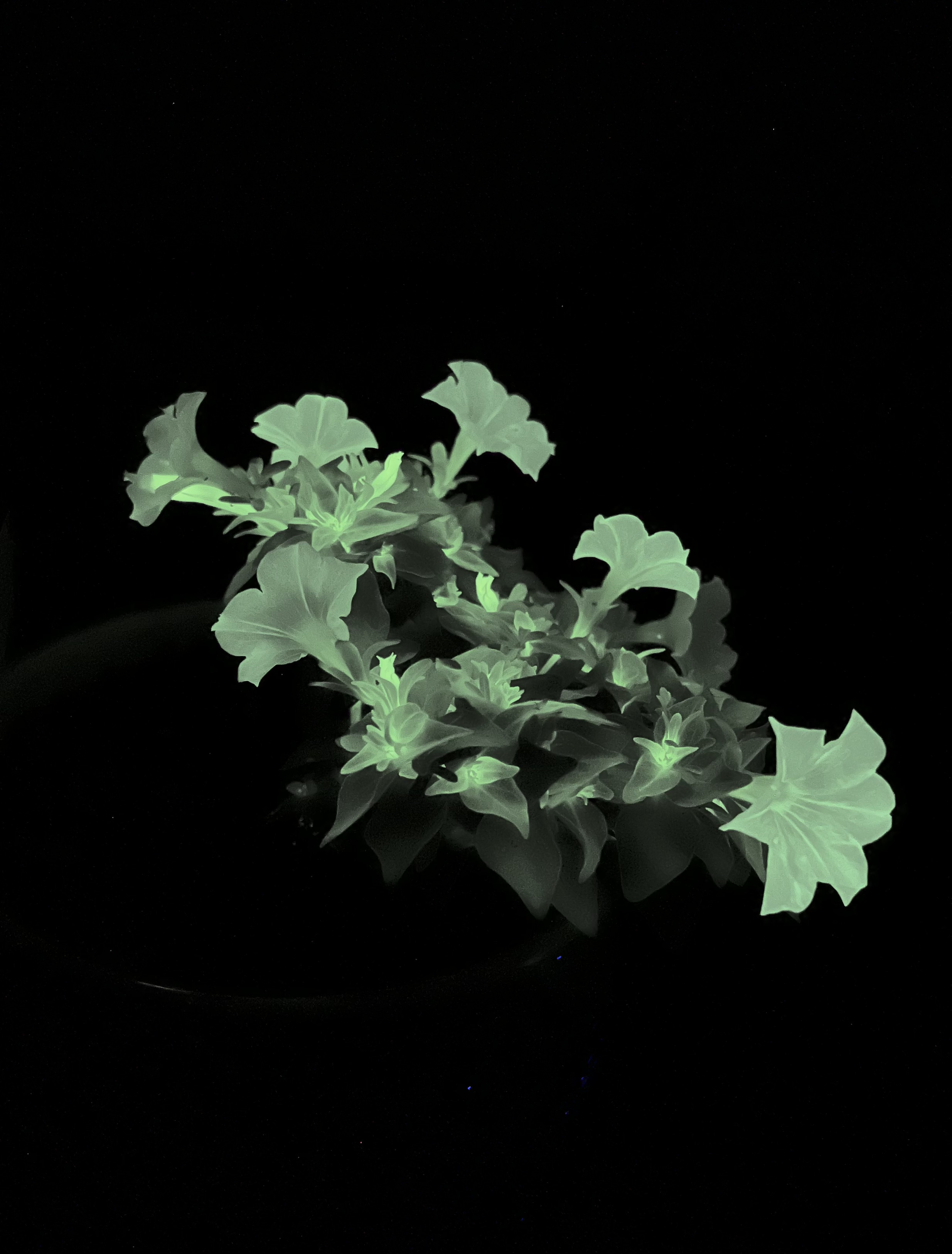
Светящаяся в темноте ГМО-петуния сорта 'Firefly'

В природе разные виды петуний не образуют гибридов из-за географической изоляции популяций и разных опылителей. Но при выращивании в культуре различные виды соседствуют на одной клумбе рядом и могут образовывать гибриды. Впервые о гибридах петуний упоминает Вильям Джексон Гукер в заметке для «BotanicalMagazine» от 1837 г. Он пишет, что петуния фиолетовая может давать гибриды с петунией ночецветной, о чём ему сообщил некий мистер Аткинсон, вырастивший необычные петунии с промежуточными признаками в своём саду. Название Петуния гибридная (Petunia × hybrida hort.) впервые появляется в каталоге растений для открытого грунта «Les Fleurs de Pleine Terre» известной французской семенной фирмы Вильморенов в 1863 г. Однако британцы до сих пор настаивают на своем приоритете, и, в противовес всему остальному научному миру, называют этот вид Петунией Аткинса (Petunia x atkinsoniana).
В XIX веке были обнаружены многие формы и мутации, которые легли в основу современных селекционных программ. Так, с 1838 года известны петунии с зелёным краем лепестков. В 1845 г была описана форма с полосатой окраской лепестков. Особо ценились махровые петунии, но у них трудно было получить семена, а махровость наследовала небольшая доля потомства (законы Менделя были переоткрыты только в 1900 году).
К началу XX века «природных» видов петунии в культуре не осталось, вся петуния стала гибридной. Признаки, присущие «диким» петуниям перемешались у гибридов.
В 1934 году японская фирма Sakata Seed Corporation разработала технологию гибридов F1, в которой все сеянцы петунии были гарантированно махровыми.
В 1990-х японская фирма Suntory выпустила на рынок новые гибриды петуний, которые сильно отличались бурным ростом и устойчивостью к неблагоприятным факторам. Сортолиния получила название «Сурфиния» и стала очень популярной, а название стало нарицательным и обозначает отдельный тип ампельных петуний.
В 2023 году USDA одобрило для продаж генетически модифицированную биолюминесцирующую Petunia hybrida сорта 'Firefly.

## Виды
Род включает 21 вид.
- Petunia altiplana Ando & Hashimoto
- Petunia axillaris (Lam.) Britton — Петуния пазушноцветная, или Петуния пазушная, или Петуния ночецветная[4]
- Petunia bajeensis T.Ando & Hashim.
- Petunia bonjardinensis Ando & Hashimoto
- Petunia exserta J.R.Stehm. in Napaea — Петуния выступающая[4]
- Petunia guarapuavensis T.Ando & Hashim.
- Petunia ×hybrida hort. ex Vilm. — Петуния гибридная, или Петуния садовая
- Petunia inflata R.E.Fr. — Петуния вздутая[4]
- Petunia integrifolia (Hook.) Schinz & Thell. — Петуния цельнолистная
- Petunia interior T.Ando & Hashim.
- Petunia littoralis L.B.Sm. & Downs — Петуния прибрежная
- Petunia occidentalis R.E.Fr.
- Petunia patagonica Millán — Петуния патагонская
- Petunia reitzii L.B.Sm. & Downs
- Petunia riograndensis T.Ando & Hashim.
- Petunia saxicola L.B.Sm. & Downs
- Petunia scheideana L.B.Sm. & Downs

Дикие виды петуний
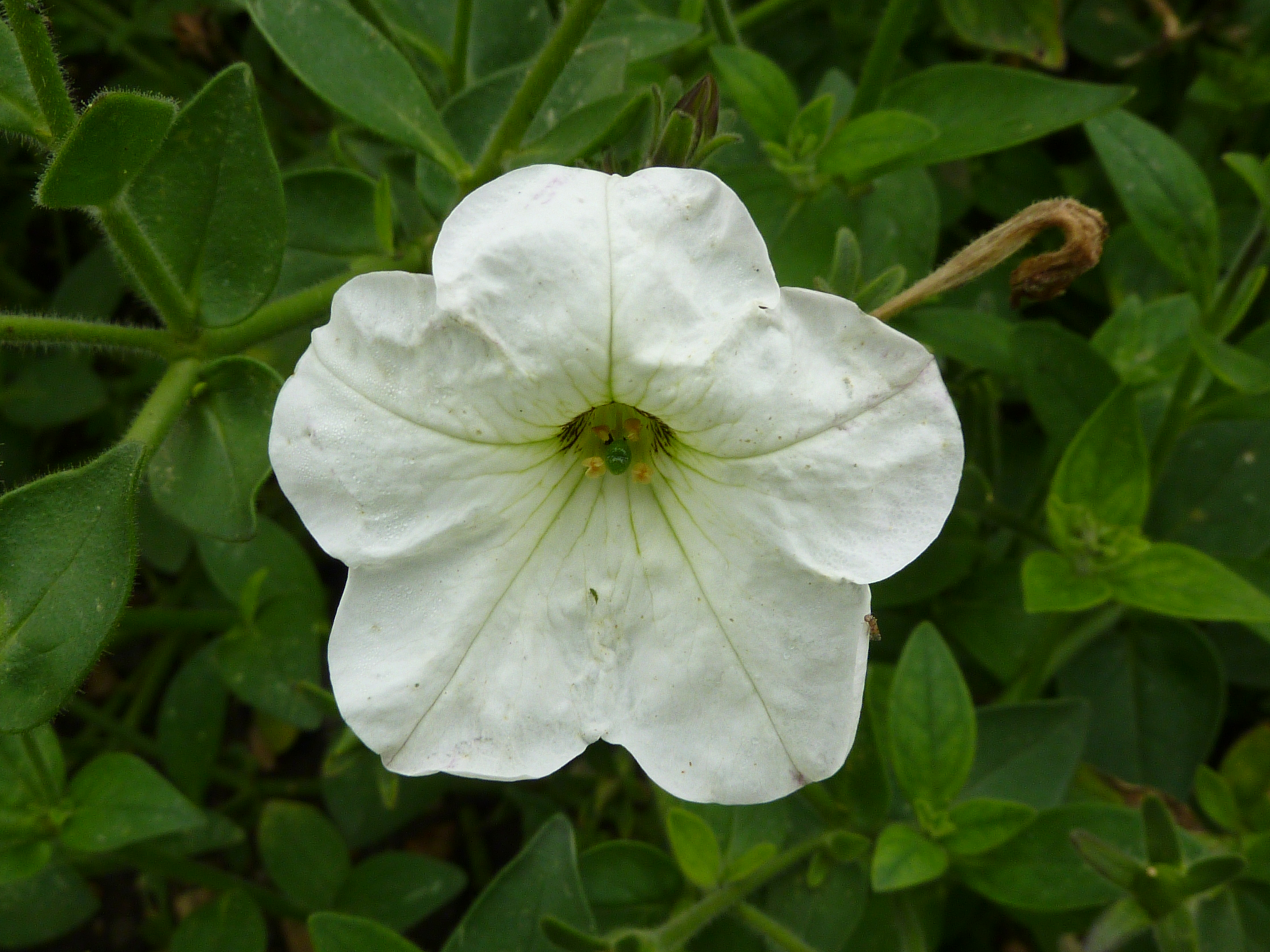
Петуния пазушноцветная (Petunia axillaris)
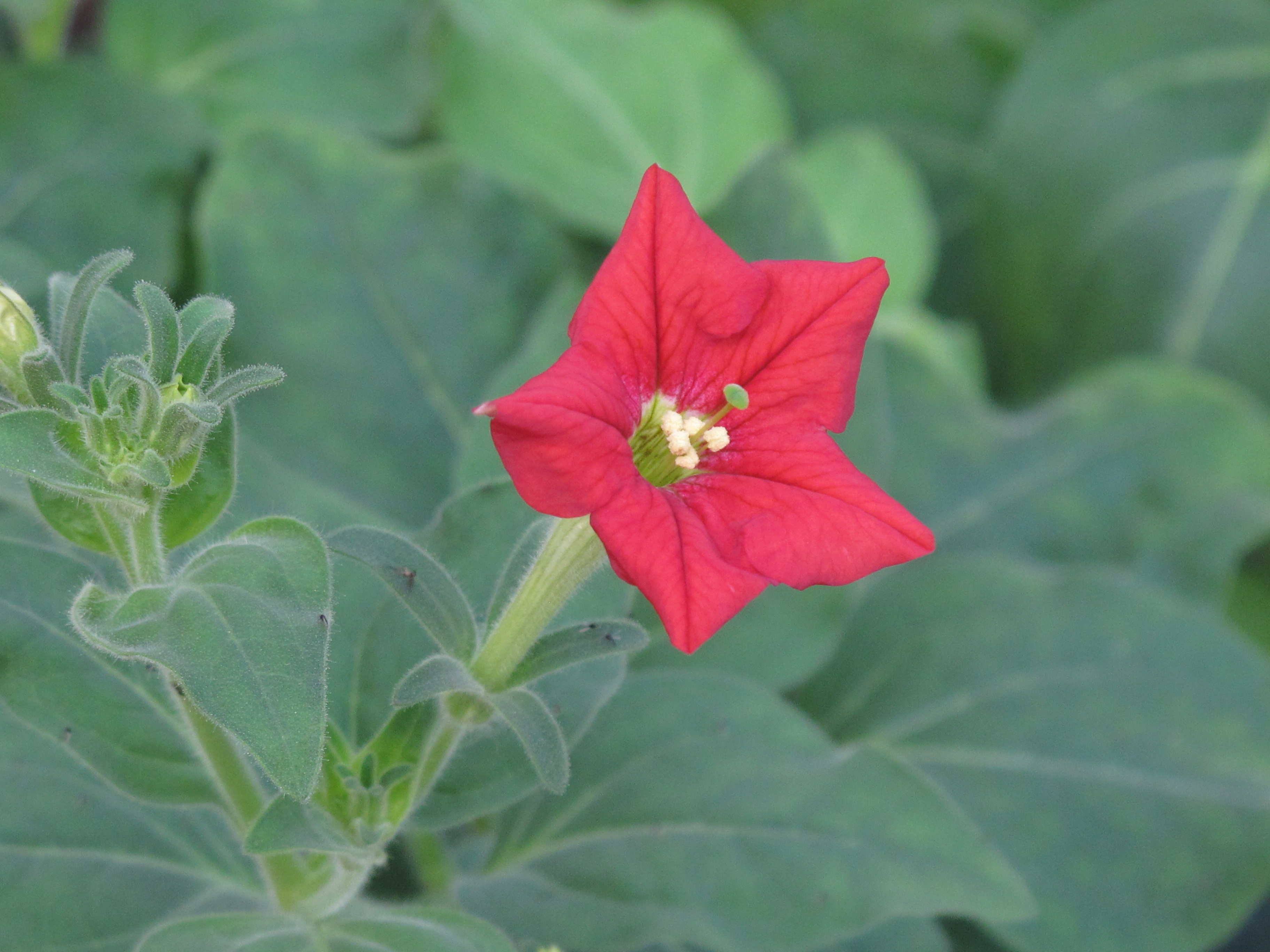
Петуния выставляющая (Petunia exserta)
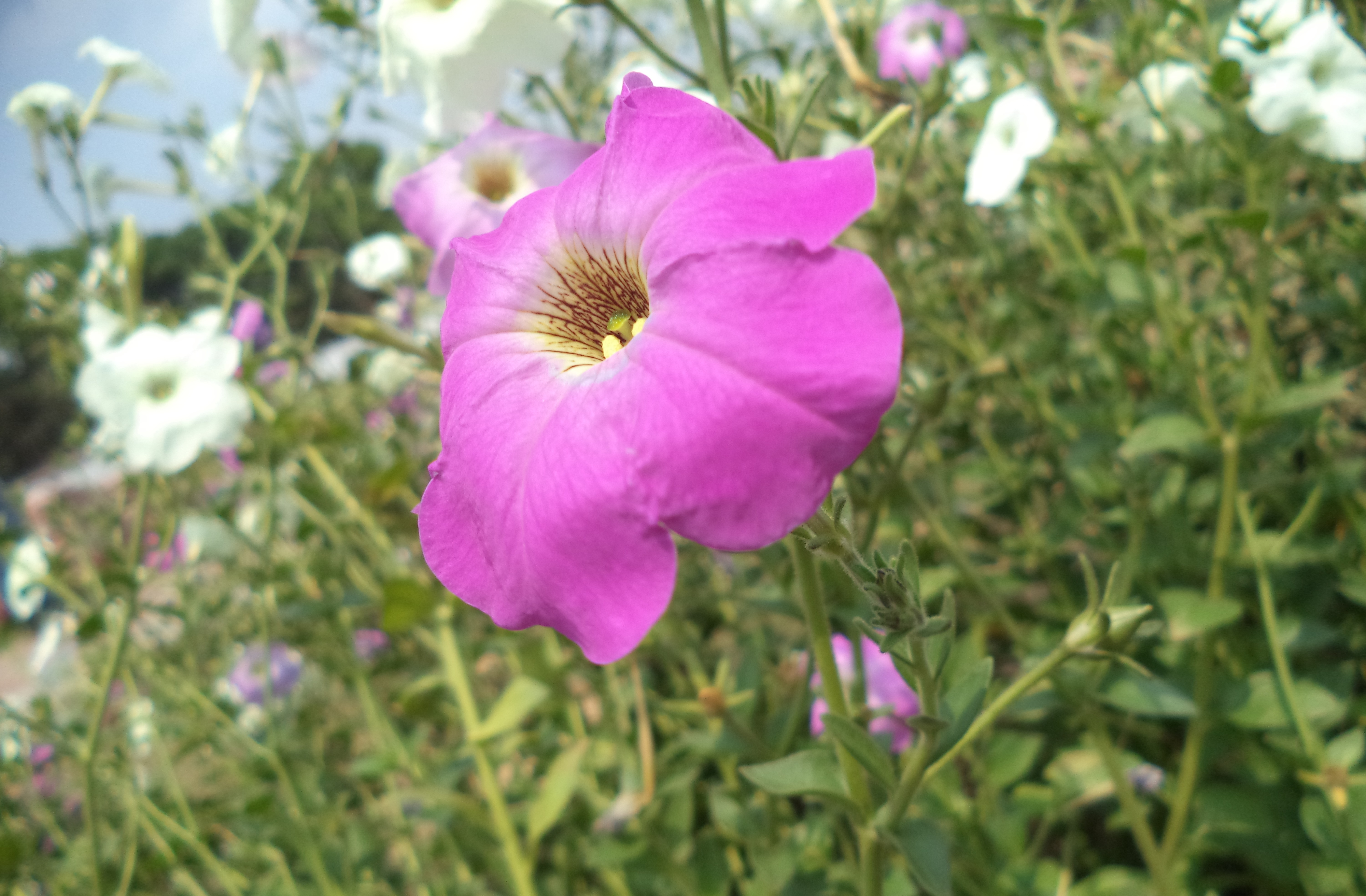
Петуния цельнолистная (Petunia integrifolia)
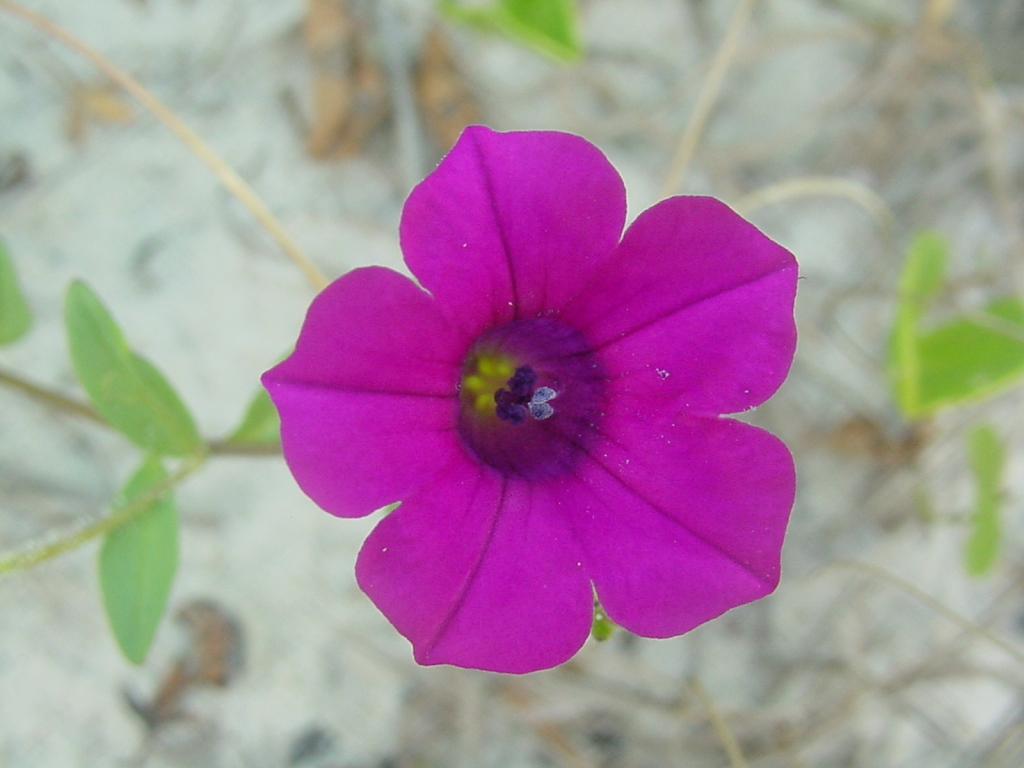
Петуния прибрежная (Petunia littoralis)
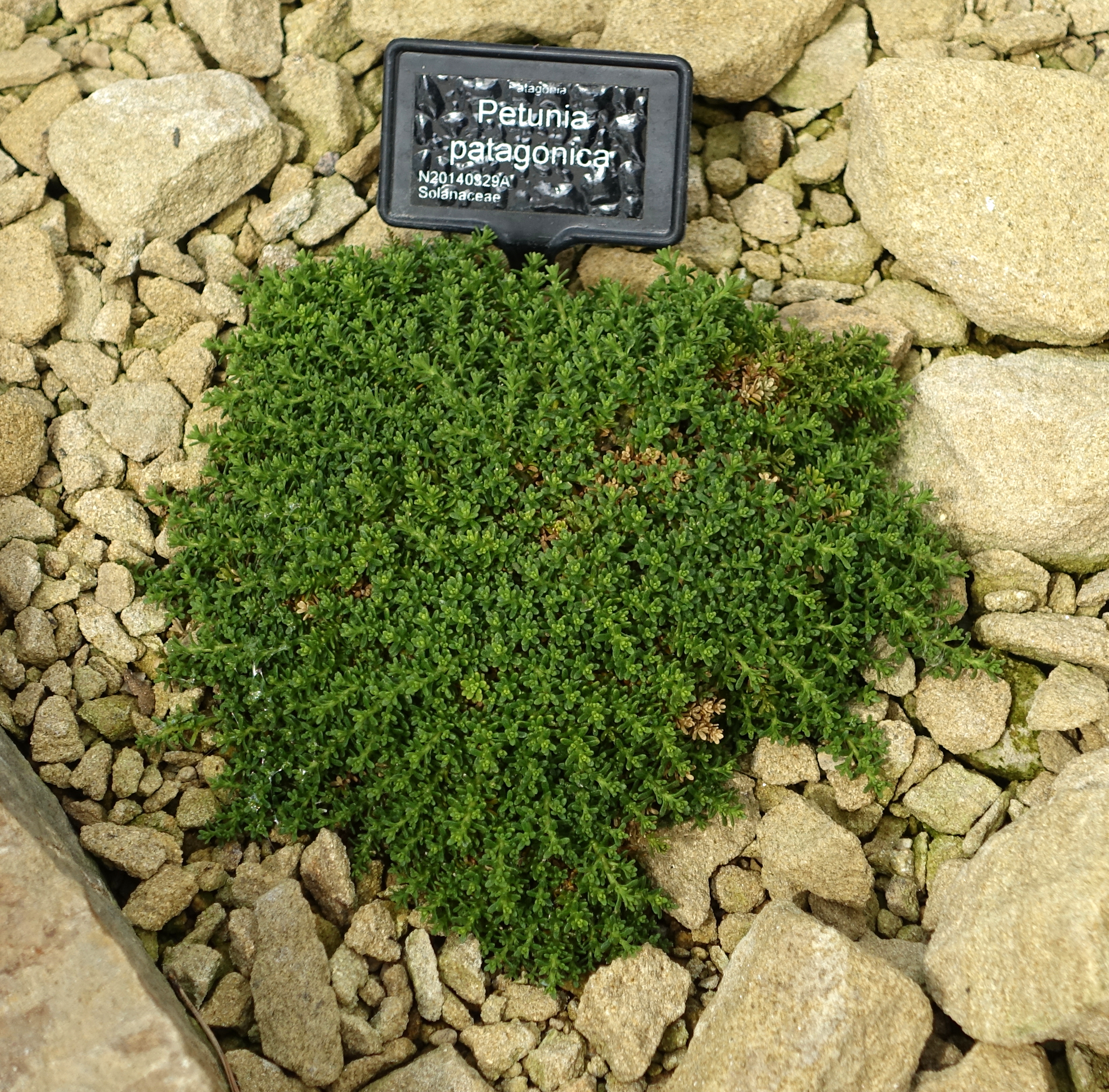
Петуния патагонская (Petunia patagonica)

## Гибриды
Существует множество декоративных сортов, выращиваемых как однолетники, объединяемых обычно названием Петуния гибридная, или Петуния садовая: Petunia ×hybrida hort. ex E.Vilm. (= Petunia axillaris × Petunia integrifolia).

### Сорта
Известны разные классификации гибридов, включающие множество разновидностей и сортов, которые не могут считаться ботаническими таксонами, и применяются только в коммерческих целях.

#### Некоторые сортогруппы петунии
По цветкам:
- Petunia 'Grandiflora' — цветки особенно крупные, в небольшом количестве. 
  - Frillytunia — позднее из крупноцветковых петуний была выделена отдельная группа Фриллитуния с особо крупными, до 10 см в диаметре гофрированными цветками[7][8].
- Petunia 'Floribunda' — среднего размера цветки в среднем количестве (середина между Multiflora и Grandiflora).
- Petunia 'Milliflora' — цветки крошечные, покрывают растение «сплошным ковром».
- Petunia 'Multiflora' — цветки несколько мелковатые, но в большом количестве.

По форме:
- Petunia 'Pendula' — ампельные петунии, также различаются по цветкам.

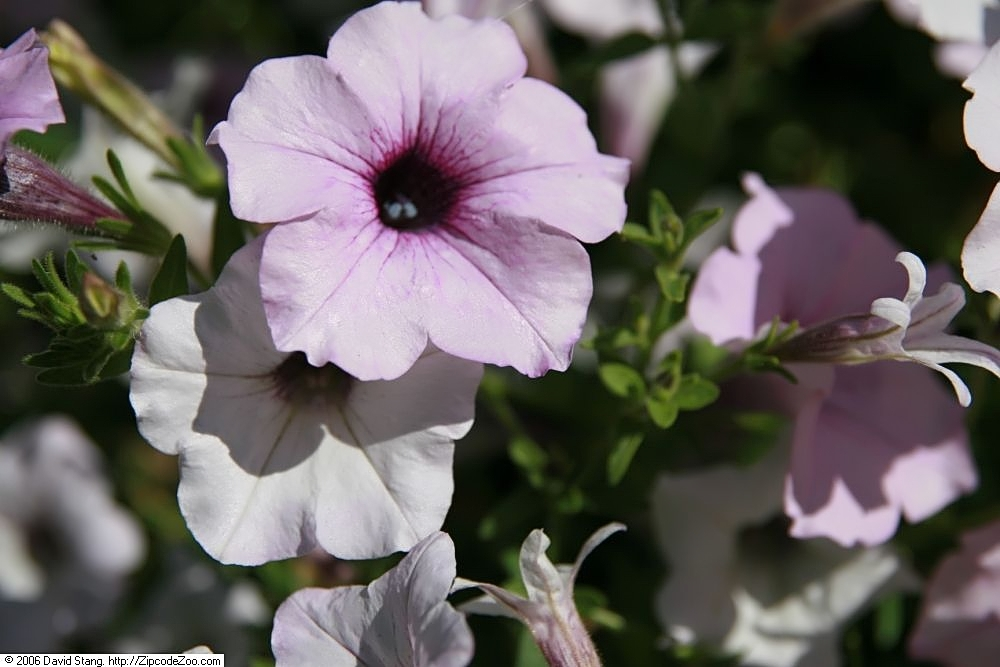
Tidal Wave Silver
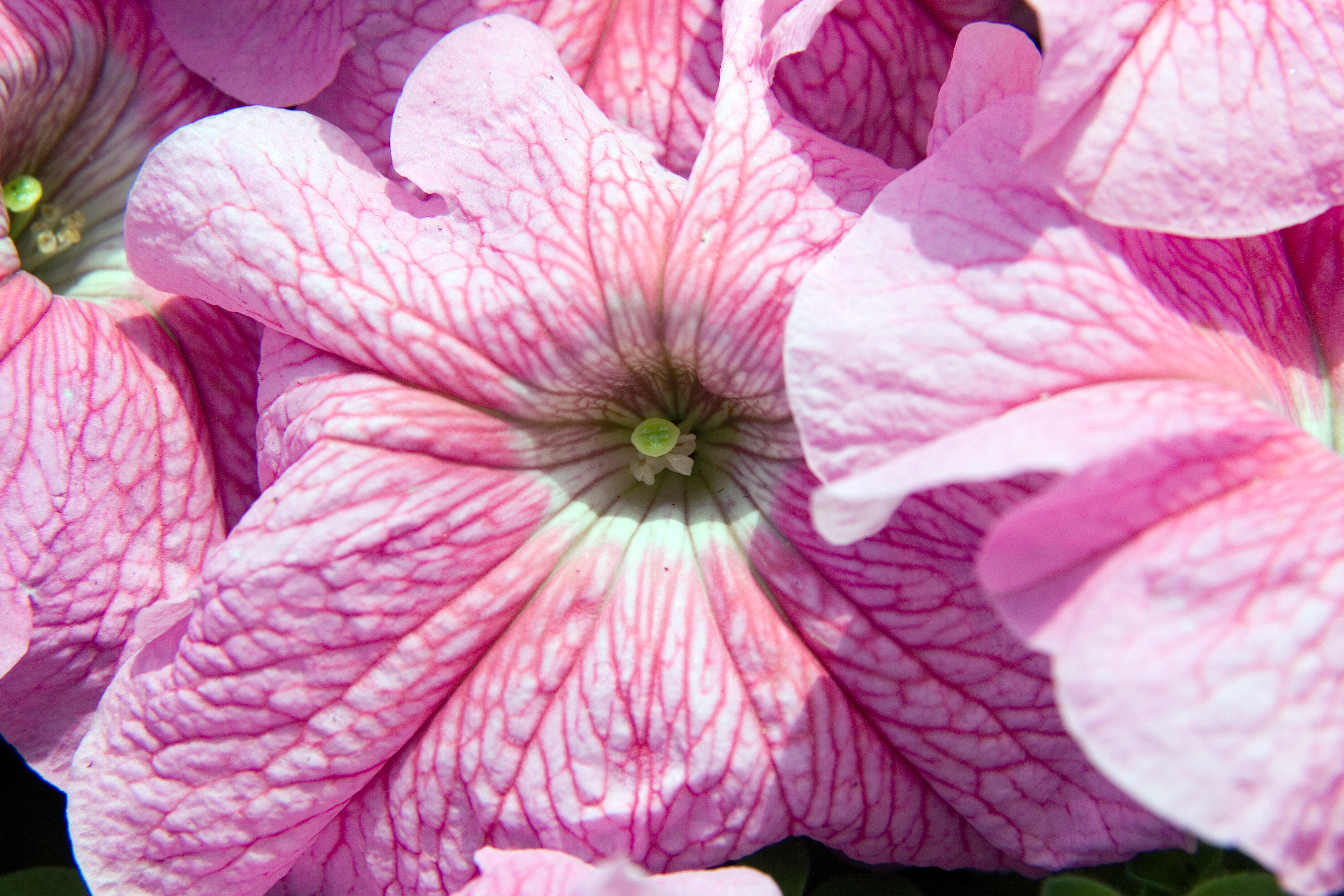
Ultra Light Pink Vein
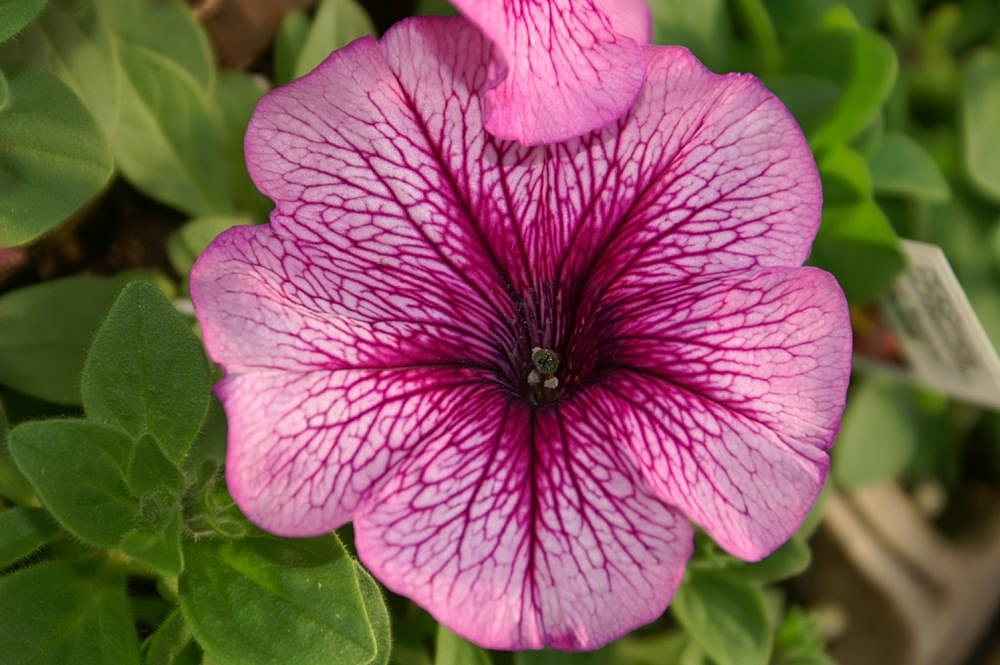
Sugar Madness
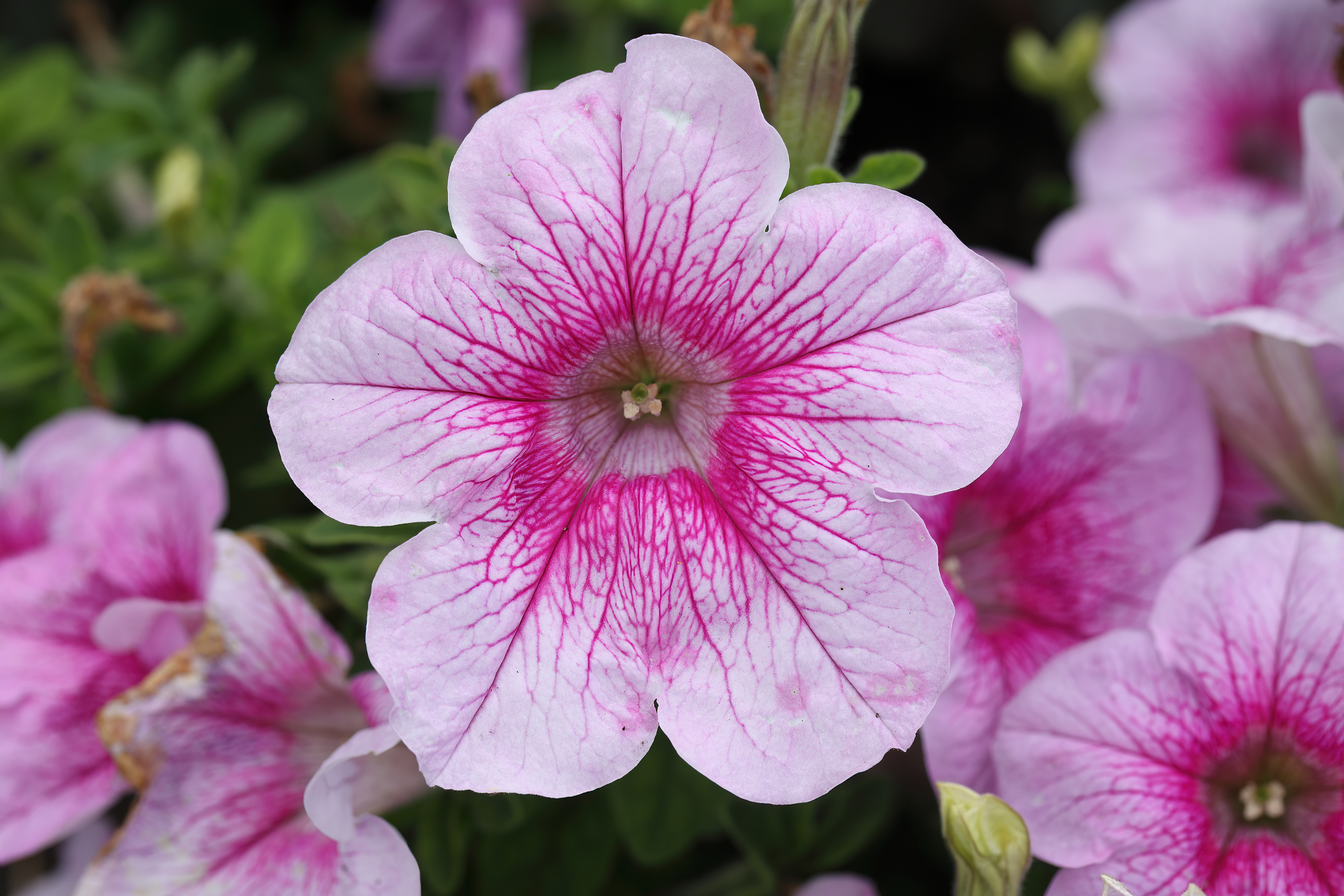
Mega Pink Vein
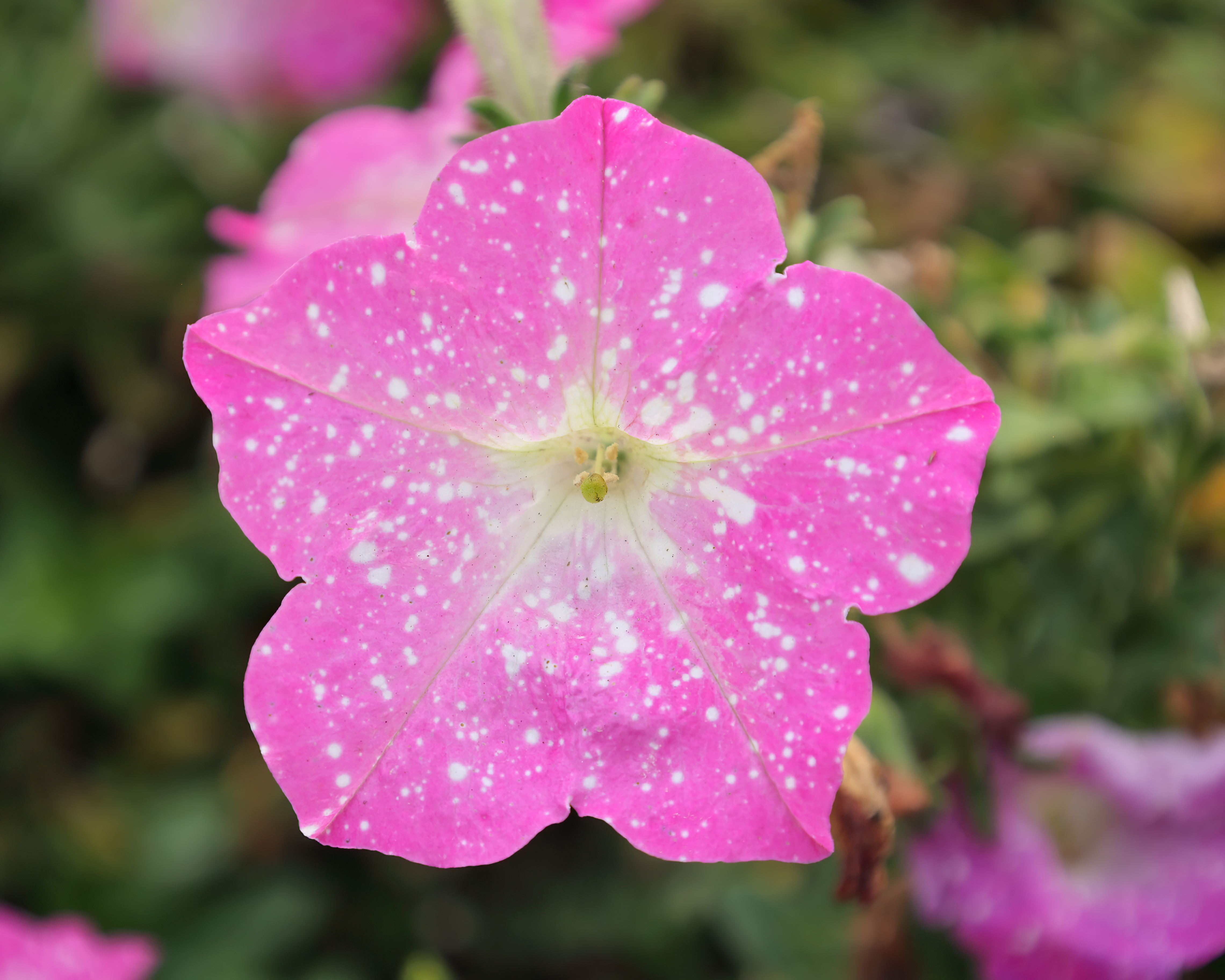
Discoball Pink
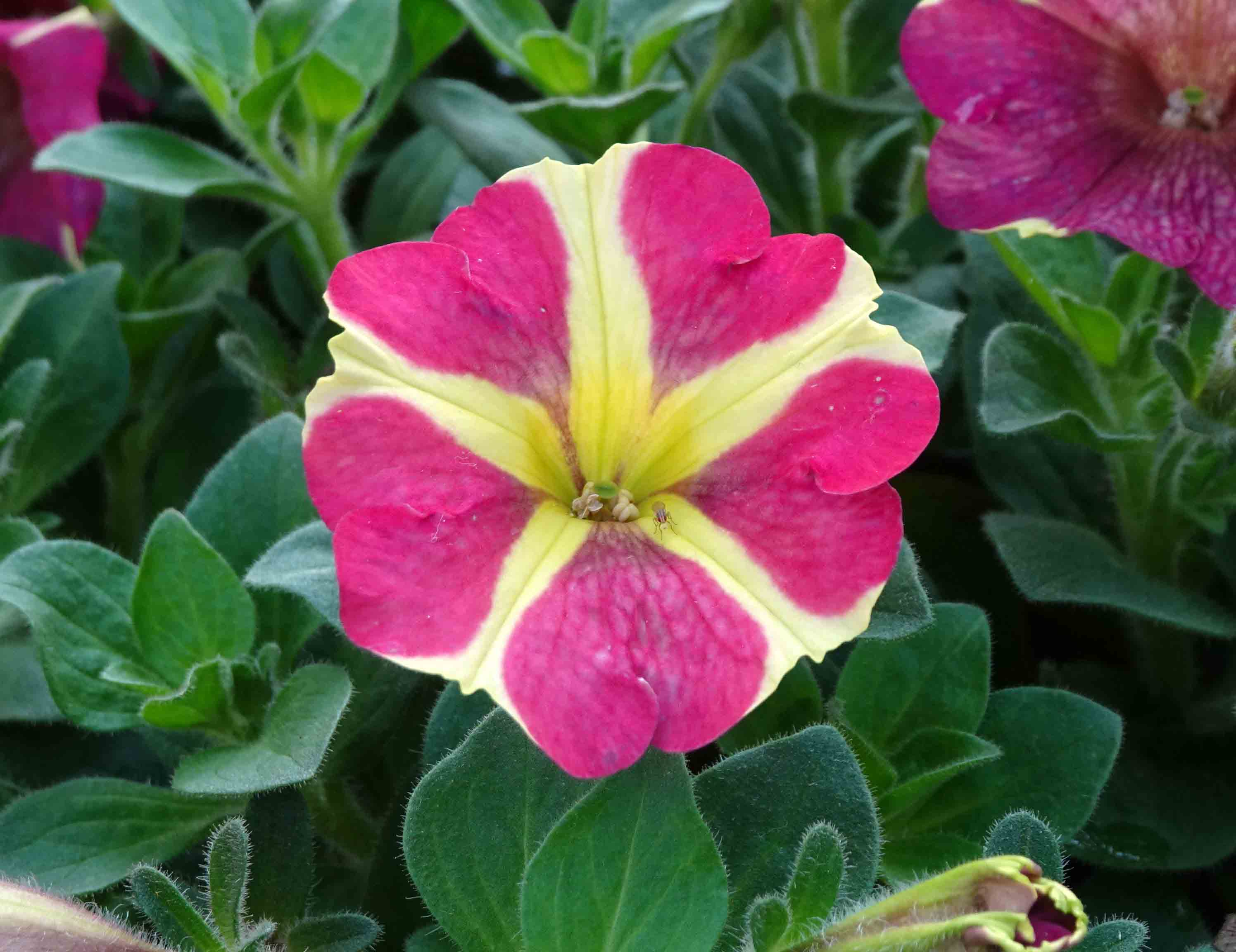
Queen of Hearts
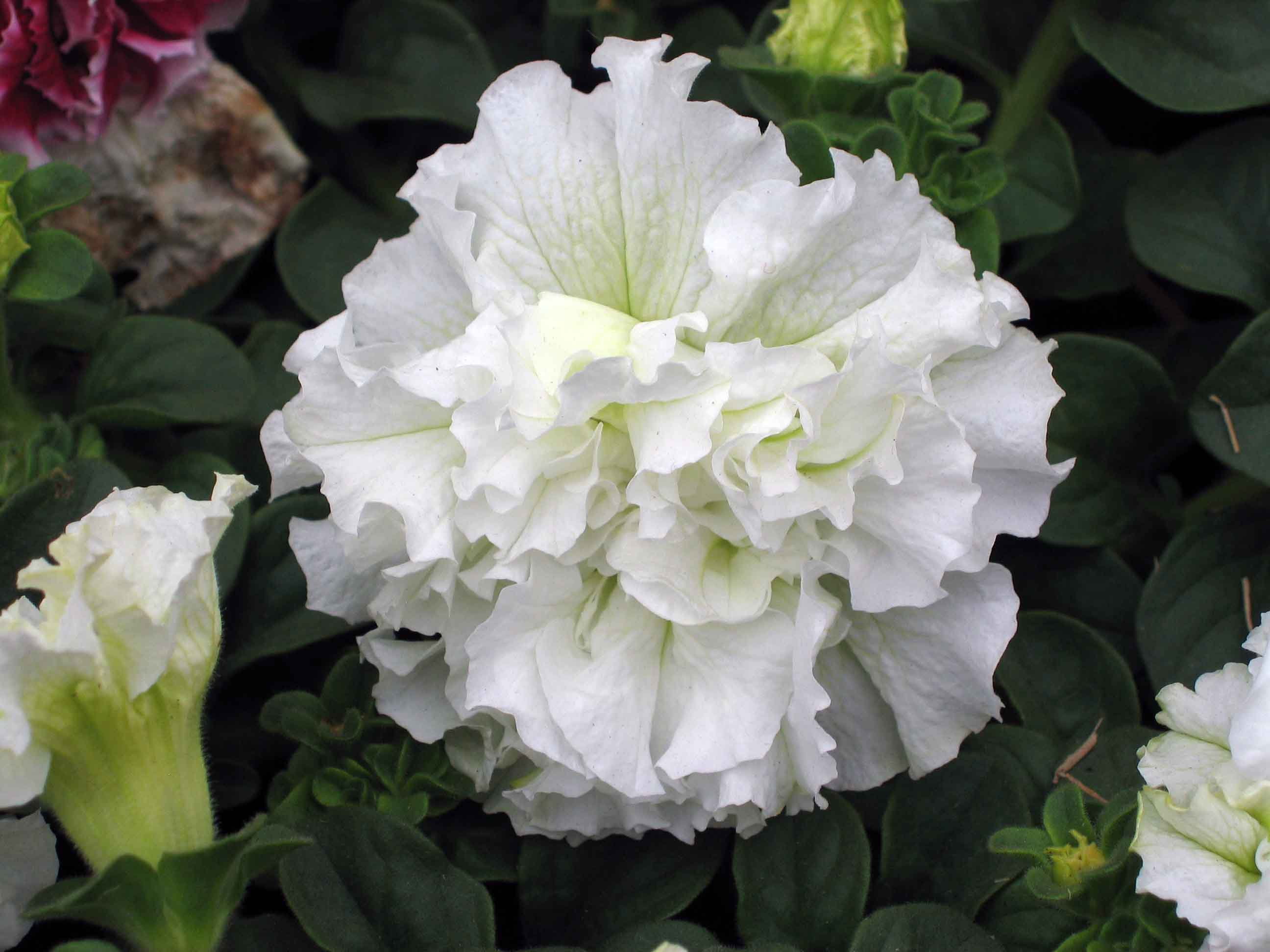
Blanket Double White
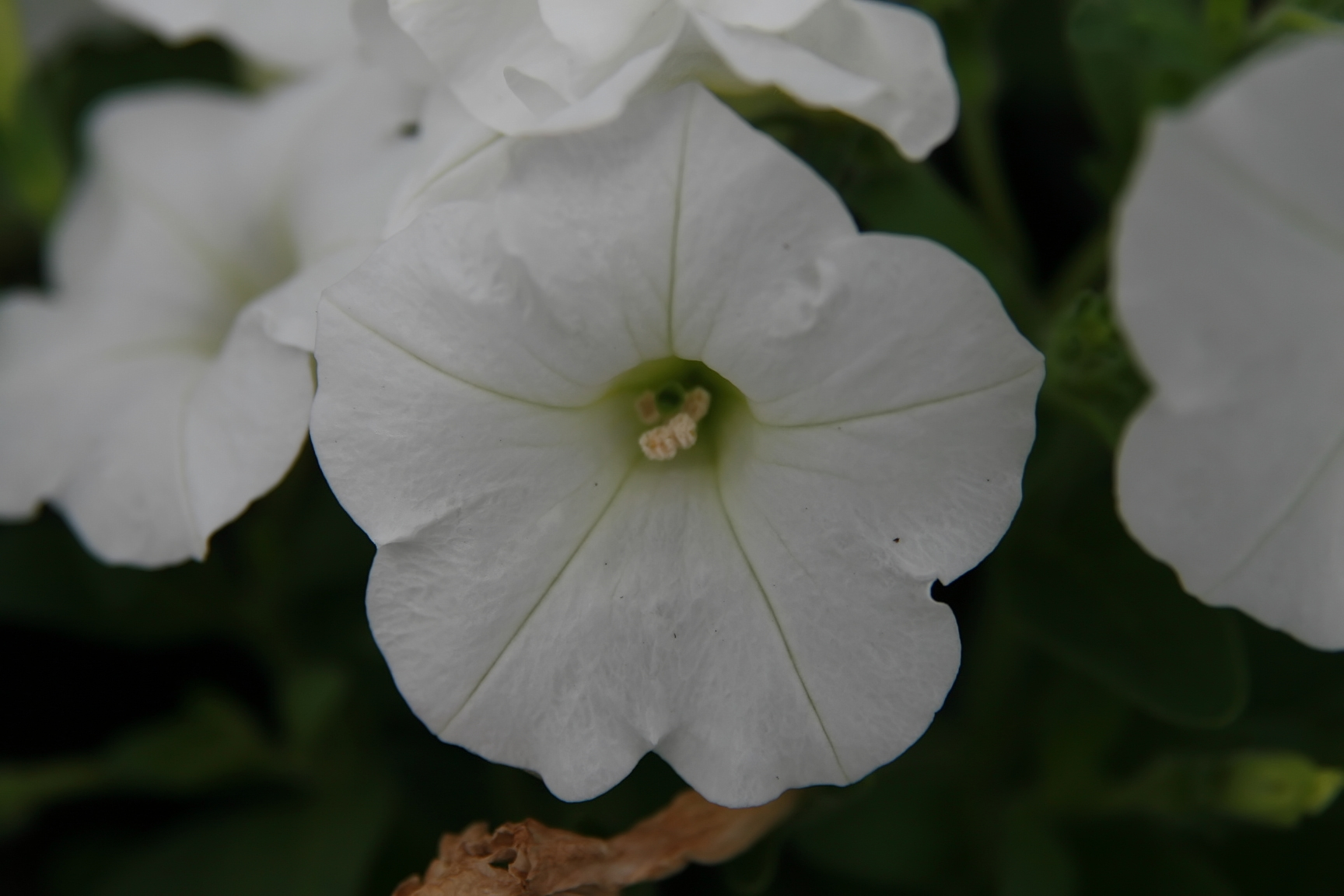
Easy Wave White
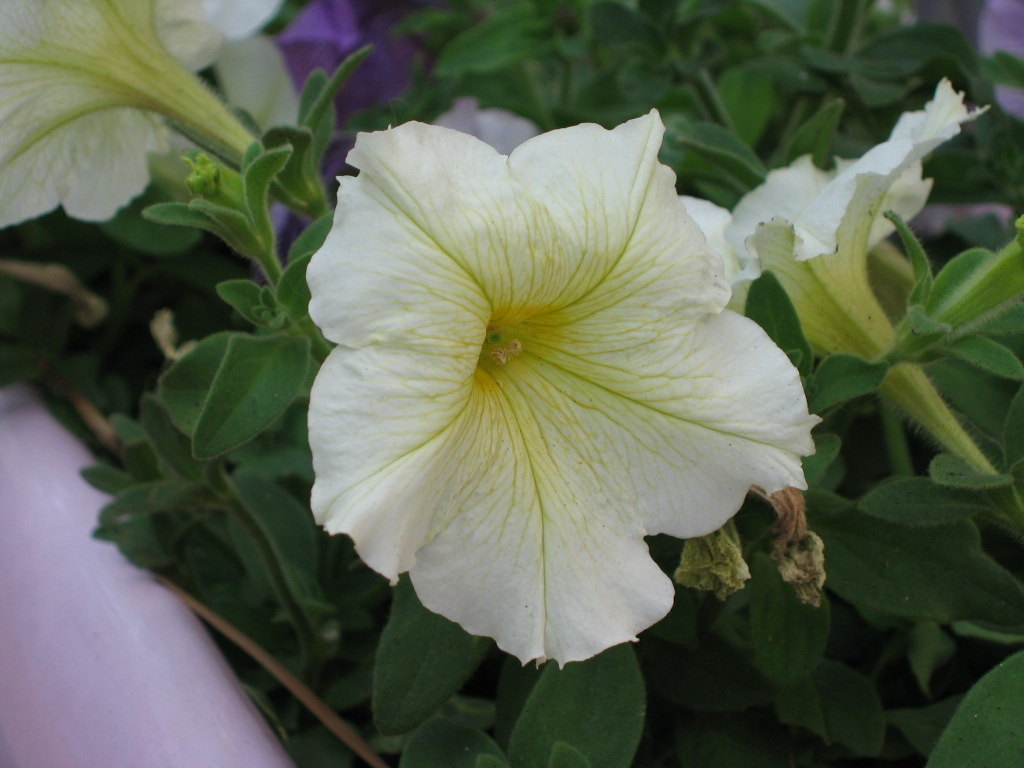
Prism Sunshine
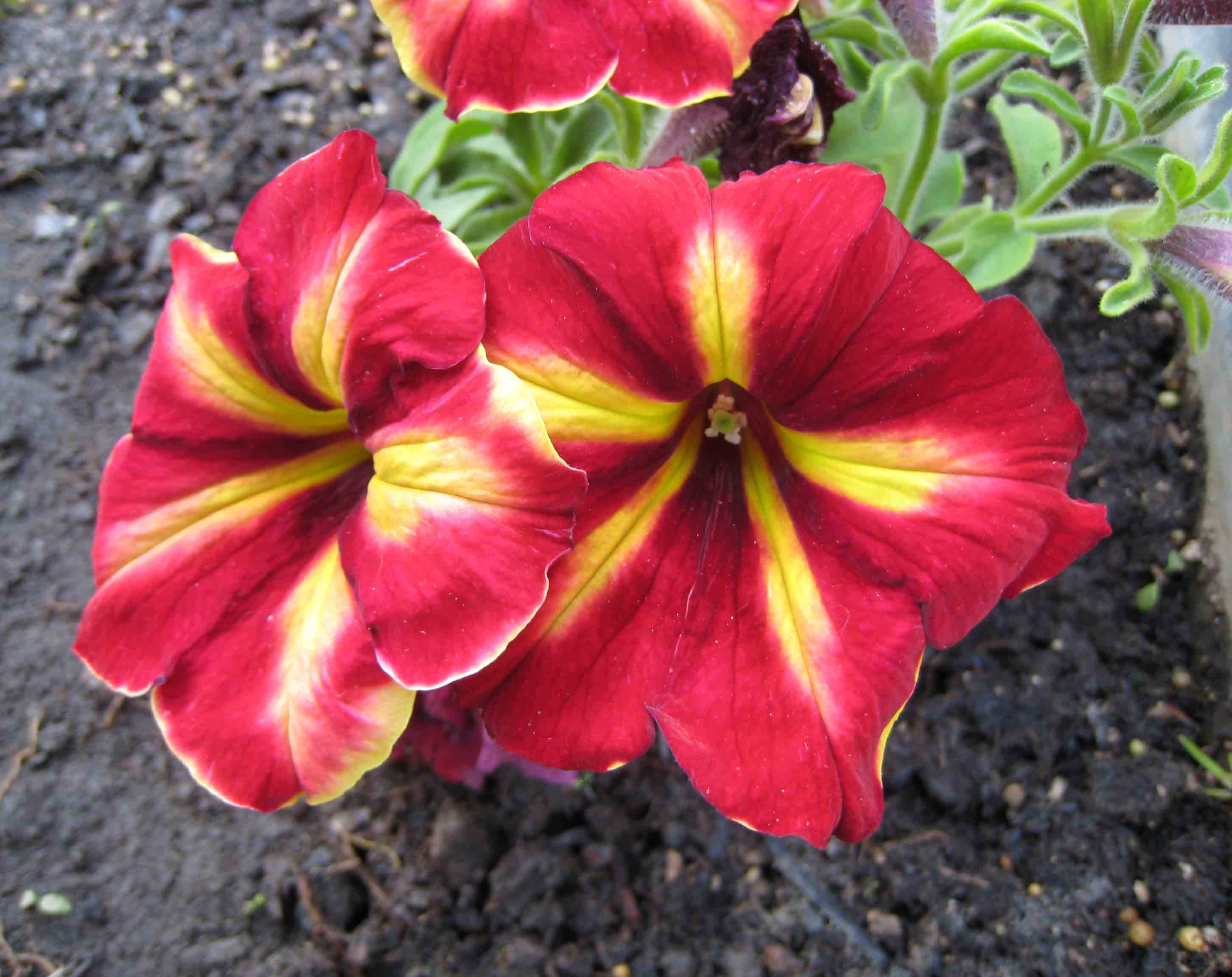
Cha-Ching Cherry
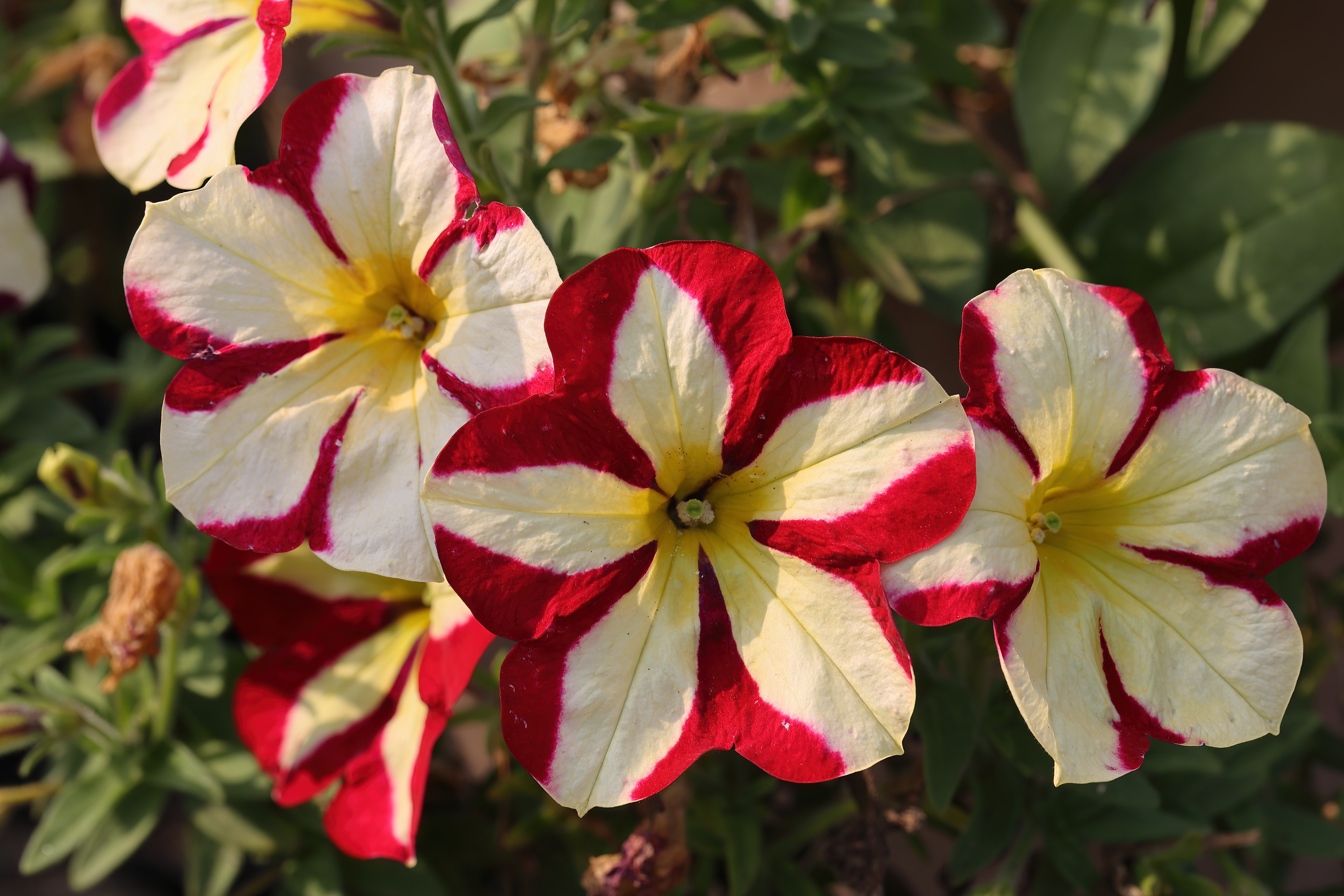
Frisky Red
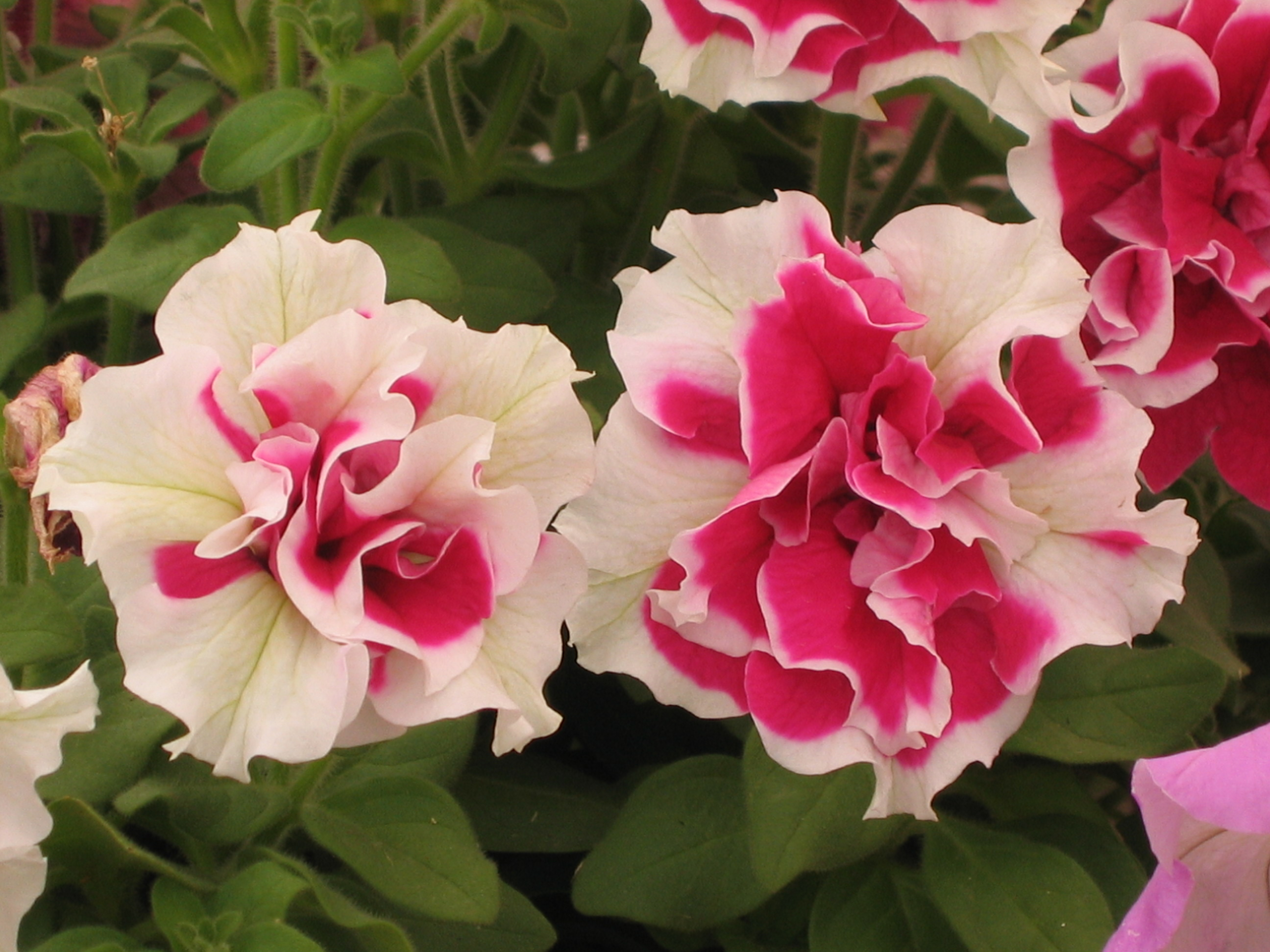
Double Pirouette Red
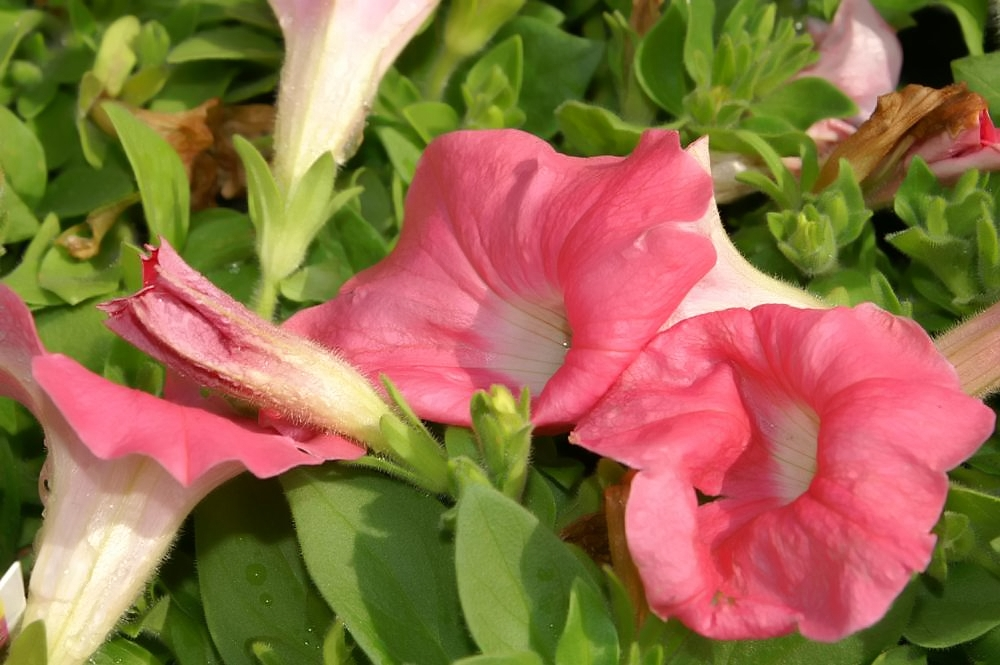
Easy Wave Salmon
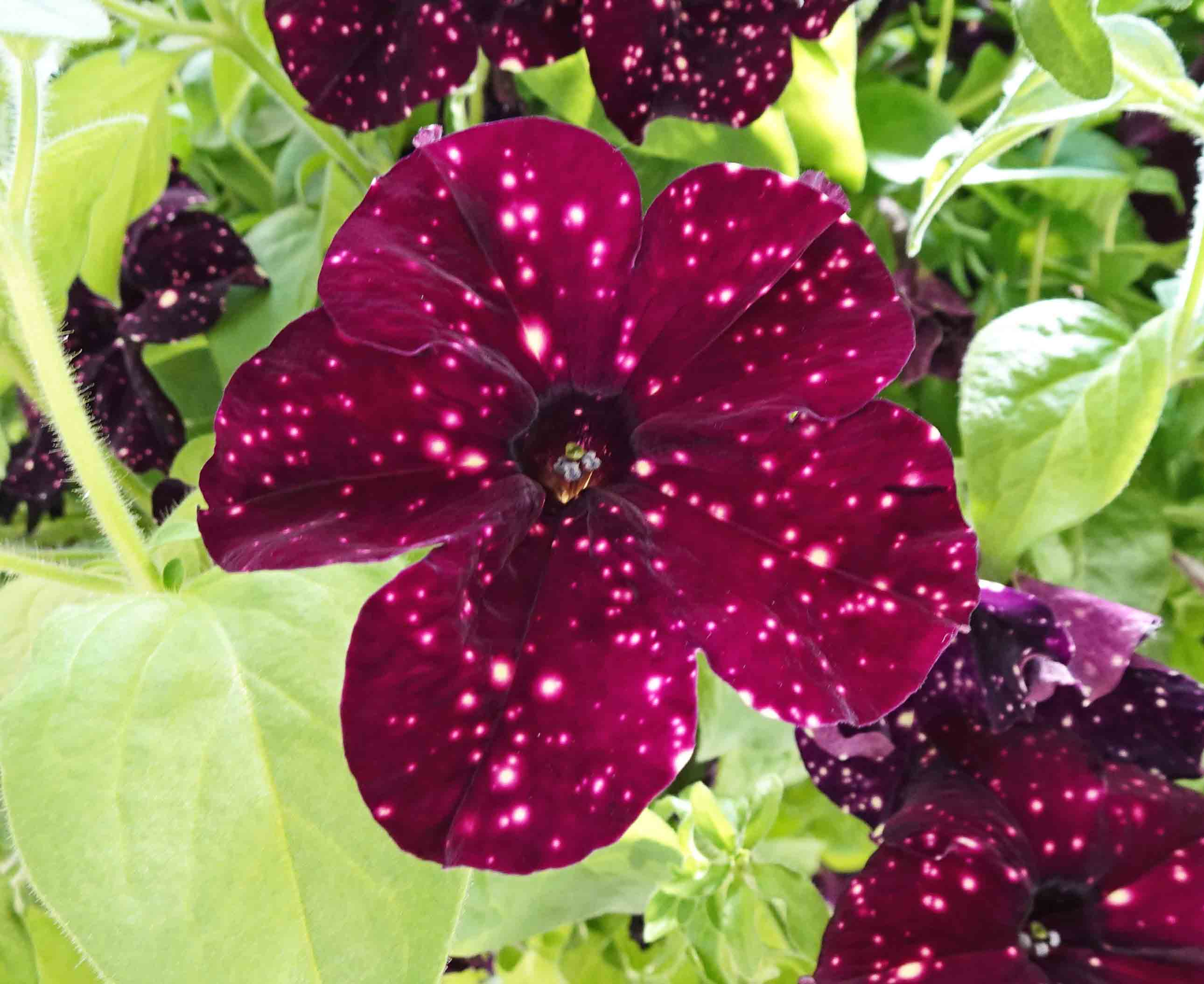
Starry Sky Burgundy
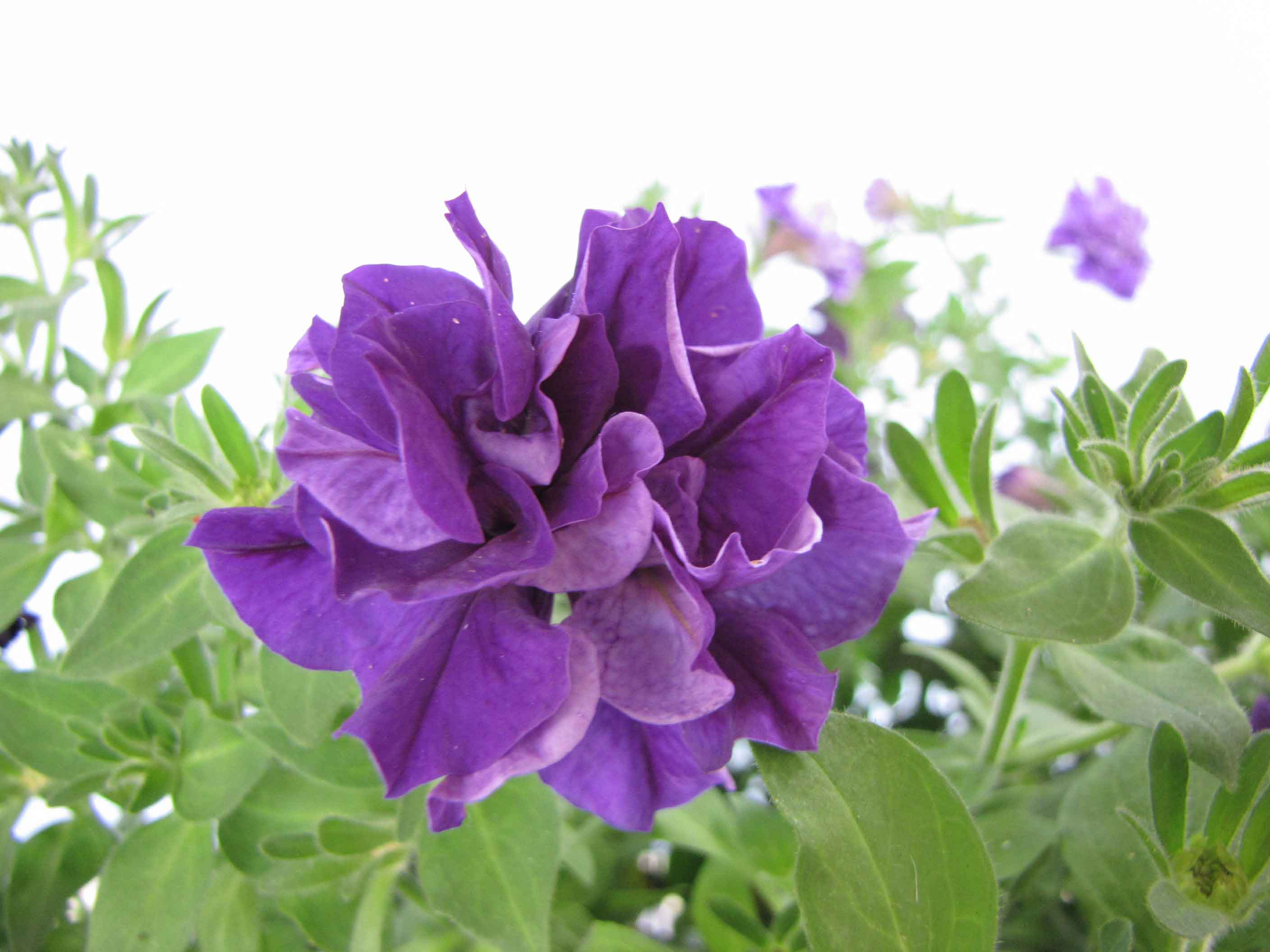
Double Wave Blue Velvet
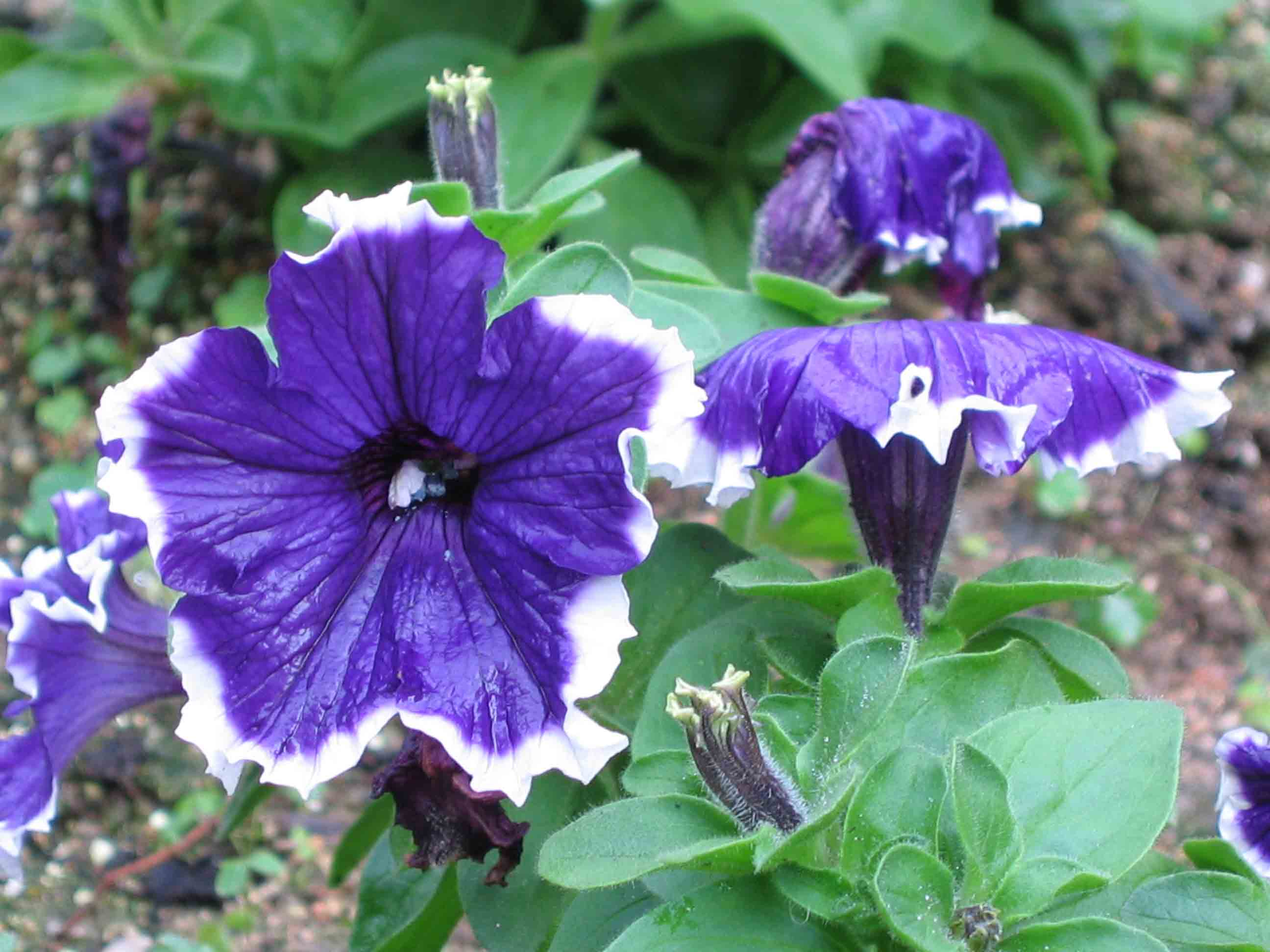
Frost Purple
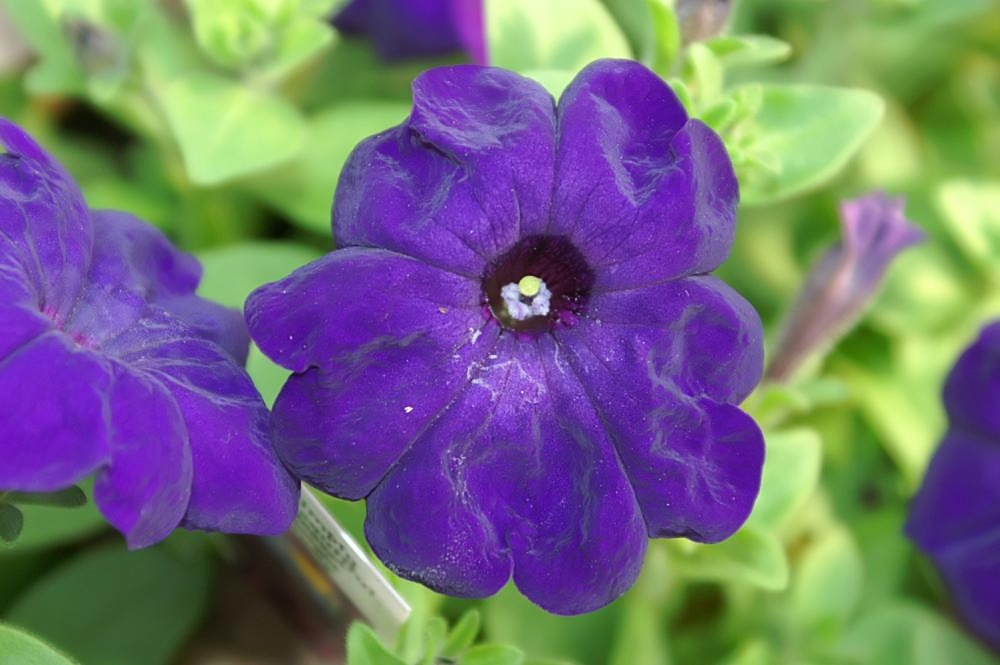
Madness Midnight
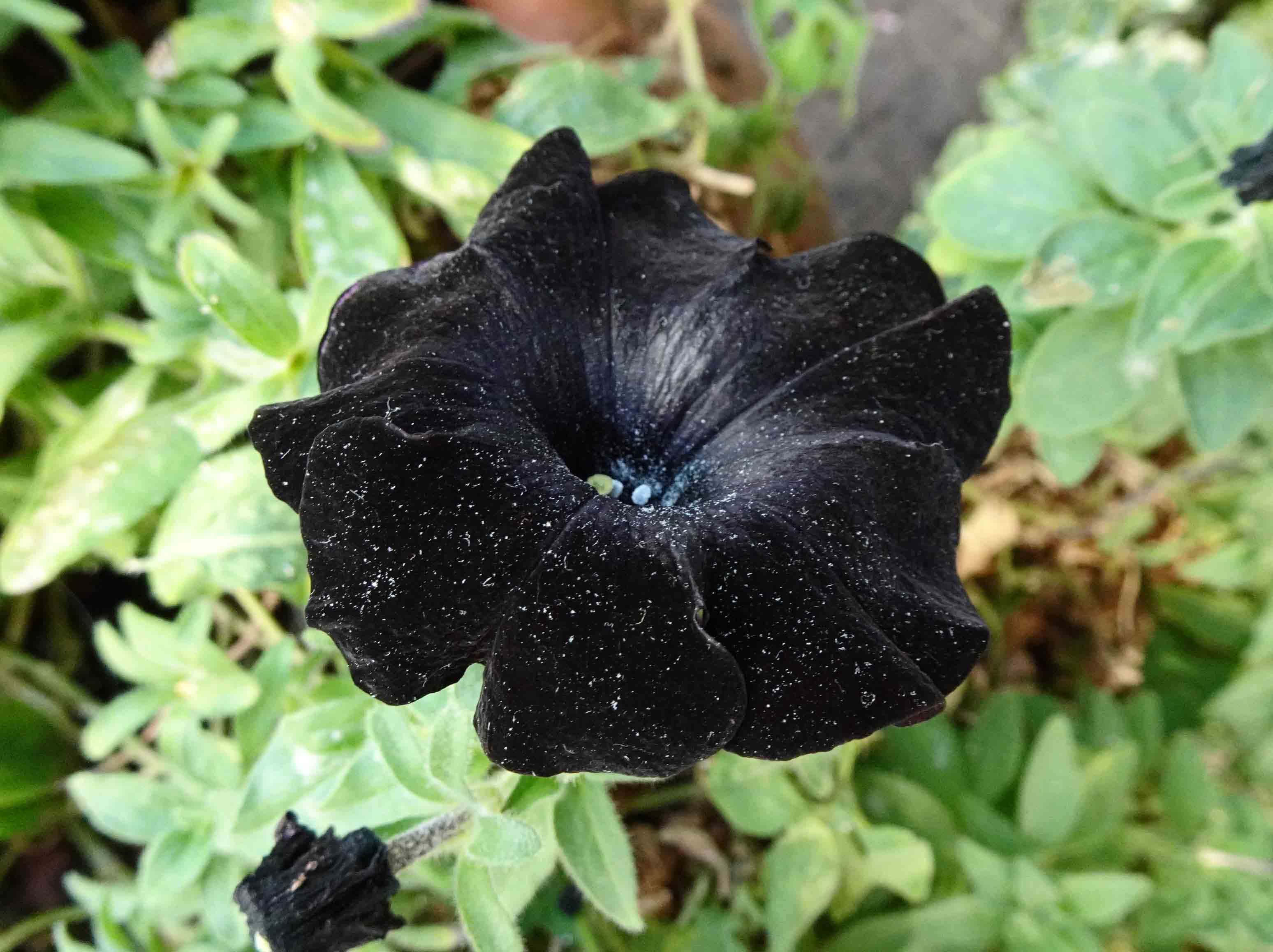
Black Velvet

## В астрономии
В честь Петунии назван астероид (968) Петуния, открытый в 1921 году.